# مارینا لیتوینچوک
مارینا لیتوینچوک (بلاروسی: Марына Віктараўна Літвінчук (Паўтаран)؛ زادهٔ ۱۲ مارس ۱۹۸۸) قایقران کانو زن اهل بلاروس است.
وی در مسابقات کشوری و بین‌المللی در مجموع برندهٔ ۱۶ مدال طلا، ۱۱ مدال نقره، ۱۴ مدال برنز شده‌است.